# Cadishead
Cadishead – miasto w Anglii, w hrabstwie ceremonialnym Wielki Manchester, w dystrykcie metropolitalnym Salford. Leży 15 km na zachód od centrum Manchesteru.